# Gobierno del Principado de Asturias
El Consejo de Gobierno del Principado de Asturias (en asturiano, Conseyu de Gobiernu del Principáu d'Asturies) o simplemente Gobierno del Principado de Asturias (en asturiano, Gobiernu del Principáu d'Asturies), es una de las instituciones estatutarias que conforman el Principado de Asturias, siendo el órgano superior colegiado que dirige la política y la Administración de esta comunidad autónoma española y es, asimismo, el titular de la función ejecutiva y de la potestad reglamentaria sobre dicho territorio.

## Composición
Preside el Consejo de Gobierno el presidente del Principado de Asturias, quien es elegido por la Junta General del Principado de Asturias entre sus miembros. Este a su vez elige a los titulares de las consejerías y al vicepresidente, los cuales pueden ser miembros o no de la Junta General. La composición del consejo de gobierno (Segundo Gobierno Barbón) es la siguiente:
| Gobierno de Adrián Barbón Desde el 27 de julio de 2023               |                                                |                                                                   |                                            |                                            |
| Partido político                                                     |                                                | Federación Socialista Asturiana (FSA-PSOE)                        | Federación Socialista Asturiana (FSA-PSOE) | Federación Socialista Asturiana (FSA-PSOE) |
| Partido político                                                     | Convocatoria por Asturias (CxAst)              |                                                                   |                                            |                                            |
| Partido político                                                     | Independiente                                  |                                                                   |                                            |                                            |
| Cargo                                                                | Titular                                        | Titular                                                           | Titular                                    | Titular                                    |
| Presidente                                                           |                                                | Adrián Barbón 27 de julio de 2023                                 |                                            |                                            |
| Vicepresidenta - Presidencia, Reto Demográfico, Igualdad y Turismo   |                                                | Gimena Llamedo 1 de agosto de 2023                                |                                            | [ 5 ]                                      |
| Hacienda y Fondos Europeos Portavoz del Gobierno                     |                                                | Guillermo Peláez 1 de agosto de 2023                              |                                            | [ 5 ]                                      |
| Educación                                                            |                                                | Lydia Espina 1 de agosto de 2023                                  |                                            | [ 5 ]                                      |
| Transición Ecológica, Industria y Desarrollo Económico               |                                                | Nieves Roqueñí 1 de agosto de 2023                                |                                            | [ 5 ]                                      |
| Sanidad                                                              |                                                | Concepción Saavedra Rielo 1 de agosto de 2023                     |                                            | [ 5 ]                                      |
| Derechos Sociales y Bienestar                                        |                                                | Melania Álvarez García 1 de agosto de 2023-16 de febrero de 2024- |                                            | [ 5 ]                                      |
| Derechos Sociales y Bienestar                                        | Marta del Arco Fernández 16 de febrero de 2024 |                                                                   | [ 6 ]                                      |                                            |
| Fomento, Cooperación Local y Prevención de Incendios                 |                                                | Alejandro Jesús Calvo Rodríguez 1 de agosto de 2023               |                                            | [ 5 ]                                      |
| Ciencia, Empresas, Formación y Empleo                                |                                                | Borja Sánchez García 1 de agosto de 2023                          |                                            | [ 5 ]                                      |
| Medio Rural y Política Agraria                                       |                                                | Marcelino Marcos Líndez 1 de agosto de 2023                       |                                            | [ 5 ]                                      |
| Ordenación del Territorio, Urbanismo, Vivienda y Derechos Ciudadanos |                                                | Ovidio Zapico 1 de agosto de 2023                                 |                                            | [ 5 ]                                      |
| Cultura, Política Lingüística y Deporte                              |                                                | Ana Vanesa Gutiérrez González 16 de febrero de 2024               |                                            | [ 7 ]                                      |

## Estructura
La estructura del gobierno es:

### Consejería de Presidencia, Reto Demográfico, Igualdad y Turismo:[9]
- Secretaría General Técnica: Andrea Suárez Rodríguez
  - Subdirección General de Reforma de la Administración:
- Dirección General de Vicepresidencia: Luisa Fernanda del Valle Caldevilla
- Dirección General de Igualdad: María Jesús Álvarez González
- Dirección General de Empleo Público: Miguel Ángel Rodríguez Fernández
  - Subdirección General de Reorganización y Modernización del Empleo Público:
- Dirección General de Estrategia Digital e inteligencia Artificial: Javier Fernández Rodríguez
- Dirección General de Reto Demográfico: Marcos Niño Gayoso
- Dirección General de Emigración y Políticas de Retorno: Olaya Gómez Romano
- Viceconsejería de Turismo: Lara María Martínez Fernández

Sus órganos dependientes son:
- Instituto Asturiano de la Mujer
- Instituto Asturiano de la Administración Pública Adolfo Posada
- Consorcio Asturiano de Servicios Tecnológicos (CAST)
- Consejo de Comunidades Asturianas
- Radiotelevisión del Principado de Asturias (RTPA)
- Sociedad Pública de Gestión y Promoción Turística y Cultural del Principado
- Sociedad Inmobiliaria del Real Sitio de Covadonga
- Hostelería Asturiana (HOASA).

### Consejería de Hacienda y Fondos Europeos:[10]
- Intervención General: Diego Suárez Álvarez
- Secretaría General Técnica: Juan Antonio Baragaño Castaño
- Viceconsejería de Justicia: Encarnación Vicente Suárez
- Dirección General de Presupuestos y Finanzas: María del Mar García Salgado
  - Subdirección General de Presupuestos y Sector Público
  - Subdirección General de Finanzas y Juego
- Dirección General de Patrimonio y Contratación:
- Dirección General de Asuntos Europeos: Raquel García González

Sus órganos dependientes son:
- Sociedad de Servicios del Principado (Serpa)
- Gestión de Infraestructuras Sanitarias del Principado (Gispasa)
- Sociedad Asturiana de Estudios Económicos e Industriales (Sadei)
- Sociedad Regional de Recaudación del Principado de Asturias

### Consejería de Ordenación del Territorio, Urbanismo, Vivienda y Derechos Ciudadanos:[11]
- Secretaría General Técnica: Jonatán Frade Manso
- Viceconsejería de Derechos Ciudadanos: Beatriz González Prieto
- Dirección General de Ordenación del Territorio: Ignacio Ruiz Latierro
- Dirección General de Urbanismo: Laura López Díaz
- Dirección General de Vivienda: Jesús Daniel Sánchez Fernández
- Dirección General de Participación Ciudadana, Transparencia, Diversidad Sexual y LGTBI: Nuria Rodríguez López
- Dirección General de Memoria Democrática: Begoña Collado Villa
- Dirección General de Agenda 2030: Juan Antonio González Ponte
- Dirección General de Consumo: Faustino Zapico Álvarez
- Dirección General de Juventud: Francisco de Asis Fernández Olanda

Sus órganos dependientes son:
- Viviendas del Principado (Vipasa)
- Constructora Promotora Sedes
- Comisión de Urbanismo y Ordenación del Territorio (CUOTA).
- Instituto de la Memoria Democrática del Principado
- Instituto Asturiano de la Juventud

### Consejería de Ciencia, Empresas, Formación y Empleo:[12]
- Secretaría General Técnica: Beatriz Alejos Bermúdez
  - Subdirección General para la Estrategia del Modelo de Región y Atracción de Inversiones:
- Dirección General de Innovación, Investigación y Transformación Digital: Iván Aitor Lucas del Amo
- Dirección General de Empleo y Asuntos Laborales: Pedro Fernández-Raigoso Castaño
- Dirección General de Empresas, Pymes y Emprendedores: Luciano Iglesias Vázquez
- Dirección General de Universidad: Cristina González Morán
- Dirección General de la Planificación de Formación Profesional: Javier Cueli Llera

Sus órganos dependientes son:
- Servicio Público de Empleo del Principado de Asturias (Sepepa)
- Instituto Asturiano de Prevención de Riesgos Laborales
- Servicio Regional de Investigación y Desarrollo Agroalimentario (Serida)
- Agencia de Ciencia, Competitividad Empresarial e Innovación
- Gestión de Infraestructuras Públicas de Telecomunicaciones del Principado de Asturias (Gitpa)
- Fundación Servicio Asturiano de Solución Extrajudicial de Conflictos
- Fundación para el Fomento de la Economía Social

### Consejería de Salud:[13]
- Secretaría General Técnica: Antonio González Fernández
- Viceconsejería de Política Sanitaria: Pablo García García
  - Subdirección General de Salud Pública:
- Dirección General de Planificación Sanitaria: Maria Montserrat Bango Amat
- Dirección General de Cuidados y Coordinación Sociosanitaria: Rocío Allande Díaz
- Dirección General de Salud Pública y Atención a la Salud Mental: Ángel José López Díaz
  - Subdirección General de Salud Pública

Sus órganos dependientes son:
- Servicio de Salud del Principado de Asturias (Sespa)

### Consejería de Transición Ecológica, Industria y Comercio:[14]
- Secretaría General Técnica: Diana Bernardo Rodríguez
  - Subdirección General de Cambio Climático y Economía Circular:
- Viceconsejería de Industria y Transición Justa: Isaac Pola Alonso
- Dirección General de Energía y Minería
- Dirección General de Calidad Ambiental: Pablo Luis Álvarez Cabrero
- Dirección General del Agua: Vanesa Mateo Pérez
- Dirección General de Comercio: Julio Manuel González Zapico

Sus órganos dependientes son:
- Inspección Técnica de Vehículos de Asturias (Itvasa)
- Sociedad para la Gestión y Promoción del Suelo (Sogepsa)
- Consorcio para la Gestión de Residuos Sólidos de Asturias (Cogersa)
- Consorcio para el Abastecimiento de Agua y Saneamiento de Asturias (Cadasa).

### Consejería de Movilidad, Cooperación Local y Gestión de Emergencias:[15]
- Secretaría General Técnica: Eva Fueyo Sendra
  - Subdirección General de Prevención de Incendios
- Viceconsejería de Infraestructuras y Movilidad: Jorge García López
- Dirección General de Infraestructuras: Manuel Calvo Temprano
  - Sudirección General de Infraestructuras
- Dirección General de Transportes: Arantza Fernández Páramo
- Dirección General de Administración Local: Jorge Olmo Ron Prada
- Dirección General de Custodia del Territorio e interior: David Villar García

Sus órganos dependientes son:
- Servicio de Emergencias del Principado de Asturias (Sepa)
- Consorcio de Transportes de Asturias (CTA)
- Sociedad Mixta Centro de Transportes de Gijón
- Sociedad Mixta Ciudad Asturiana del Transporte
- Gijón al Norte
- Zona de Actividades Logísticas e Industriales de Asturias (ZALIA)

### Consejería de Medio Rural y Política Agraria:[16]
- Secretaría General Técnica: Angelina Álvarez Rodríguez
- Dirección General de Ganadería y Sanidad Agraria: Rocío Huerta Miguel
- Dirección General de Agricultura, Agroindustria y Desarrollo Rural: María Begoña López Fernández
- Dirección General de Gestión Forestal: Javier Vigil Fabián
- Dirección General de Planificación Agraria: Marcos Da Rocha Rodríguez
- Dirección General de Pesca Marítima: Francisco José González Rodríguez

Sus órganos dependientes son:
- Comisión Regional del Banco de Tierras

### Consejería de Derechos Sociales y Bienestar:[17][18]
- Secretaría General Técnica: Patricia Bernardo Delgado
- Dirección General de Promoción de la Autonómía Personal y Mayores: Enrique Rodríguez Nuño
- Dirección General de Gestión de Derechos Sociales: Paula María Álvarez Herrera
- Dirección General de Infancia Y Familias: Marta del Arco Fernández (hasta febrero de 2024) María Belén Barrero Peña, desde entonces.
- Dirección General de Innovación y Cambio Social: José Antonio Garmón Fidalgo

Sus órganos dependientes son:
- Establecimientos Residenciales para Ancianos de Asturias (ERA)
- Fundación Asturiana de Atención y Protección a Personas con Discapacidades y/o Dependencias (Fasad)
- Fundación Asturiana para la Promoción del Empleo y la Reinserción Socio-Laboral de Personas con Discapacidades y en Grave Riesgo de Marginación Social (Faedis).

### Consejería de Educación:[19]
- Secretaría General Técnica: María Begoña Fernández Suárez
- Dirección General de Personal Docente: César González Prieto
- Dirección General de Centros, Red 0-3 años y Enseñanzas Profesionales: Eva Ledo Cabaleiro
- Dirección General de Inclusión Educativa y Ordenación: David Artime García
- Dirección General de Infraestructuras y Tecnologías Educativas: Julio Pablo Vallaure Arredondo

### Consejería de Cultura, Política Lingüística y Deporte[20]
- Secretaría General Técnica: Jaime Hidalgo López
- Dirección General de Acción Cultural y Normalización Llingüística: Antón García Fernández
- Dirección General de Patrimonio Cultural: Pablo León Gasalla
- Dirección General de Actividad Física y Deporte: Manuela Eleazar Fernández Ena